# Gargara botanshana
Gargara botanshana är en insektsart som beskrevs av Kato 1928. Gargara botanshana ingår i släktet Gargara och familjen hornstritar. Inga underarter finns listade i Catalogue of Life.